# Quercus sinuata
Quercus sinuata — вид рослин з родини букових (Fagaceae); зростає у південно-східній і центрально-південній частинах США і в північно-східній частині Мексики.

## Опис
Цей листопадне дерево або кущ, до 29 метрів у висоту, з одиночними або декількома стовбурами. Крона округла. Кора світло-сіра, тонка, луската. Гілочки коричнево-жовта, гола, шорстка. Листки зворотно-ланцетні, 5–12 × 2.5–6 см; основа клиноподібна; верхівка широко закруглена; край цілий або з невеликою часткою або лише хвилястий біля верхівки; верх насичений зелений, голий; низ тьмяно-зелений, запушений зірчастими волосками; ніжка листка довжиною 3–5 мм. Цвіте навесні. Жолуді поодинокі або парні, однорічні, сидячі або на ніжці до 1–7 мм; горіх світло-коричневий, від стиснено-яйцеподібної до довгастої форми, 7–17 × 7–12(17) мм, голий; чашечка від блюдцеподібної до дрібно чашоподібної форми, рідко глибша, заввишки 2–8 мм і 8–15(20) мм завширшки, укриває 1/8–1/4 горіха, рідше більше.

## Середовище проживання
Зростає у південно-східній і центрально-південній частинах США: Оклахома, Північна Кароліна, Техас, Південна Кароліна, Алабама, Арканзас, Флорида, Джорджія, Луїзіана, Міссісіпі; й у північно-східній частині Мексики: Коауїла, Нуево-Леон, Тамауліпас.
Цей вид трапляється на багатих алювіальних та вапнякових ґрунтах у лісових масивах та преріях; на висотах до 400 м.